# Esti Hírlap
Az Esti Hírlap az MSZMP Budapesti Bizottsága és a Fővárosi Tanács félhivatalos lapjaként – de funkciója szerint bulvárlapként – 1956 decemberétől egészen a rendszerváltásig jelent meg.
Átlagos példányszáma 260 ezer volt, sokszor jelentetett meg különkiadást. A lap Bernáth László vezette kulturális rovata sokszor egyedül vállalkozott „rázós“ írások, film- és színikritikák, tudósítások közzétételére. Többek között így jelenhettek meg írások az ellenzéki, Solidarność-közeli Andrzej Wajdáról és más lengyel alkotóról, művészeti eseményről. A lap kétszínű rotációs magasnyomással a Szikra Lapnyomdában készült. A rendszerváltás után Bernáth László főszerkesztésével magánbefektetők megpróbálták feltámasztani, de nem nagy sikerrel. Ekkor már színes rotációs ofsettel készült. Egy darabig ingyen osztogatott újságként is megjelent. Azt is lehet mondani, hogy ekkor már a Metro újság, a Budapesti Piac és a Busz című hírmagazin elődje volt. A tőkeszegény vállalkozások nem tették lehetővé a lap megmaradását.

## Rövid történet
Az Esti Hírlap egy 1956-ban, a Hírlapkiadó Vállalat gondozásában indult délután megjelenő napilap volt 1996-ig, amikor többszöri tulajdonosváltás és főszerkesztőcsere után megszűnt. Többször próbálták újraindítani. Esti Hírlap Weekend néven 2005-ben hetente megjelenő bulvárlapként próbálták kiadni, majd a legutóbbi bukást 2007-ben érte meg néhány próbaszám megjelenése után, amikor ismét Esti Hírlap néven, napilapként és rikkancsok segítségével terjesztve próbálták megjelentetni.
2012-ben indult el az estihirlap.hu hírportál.

## Főszerkesztői
- Révész Jenő (1960–1961)
- Haynal Kornél (1961–1962)
- Kelen Béla (1962–1983)
- Paizs Gábor (1983–?)
- Lantos László
- Maros (László) Dénes
- Füstös Zsolt ( 2006–2008)
- Ó Kovács Attila (?–1995)
- Aczél Gábor (1995–1996)
- Bernáth László (1996)
- Tarján Miklós (1996)
- dr. Lőkös Zoltán (1996)

## Olvasószerkesztői
- Nóti Ilona
- Rozgonyi Zoltán

## Tördelőszerkesztői
- Hankóczi Sándor

## Rovatvezetők
- Bernáth László
- Halmai György
- Harmat Endre
- Horváth István
- Lantos László
- László Miklós
- Réti Ervin
- Kocsis Ilona (Sütő Mihályné) Itt a budapestiek beszélnek
- Seregi László
- Sirokmány Lajos

## Külső hivatkozások
- Esti Hírlap, online
- Dohi Gabriella interjúja Füstös Zsolttal 2007. október 25.
- Médiakutató.hu
- Index.hu ‑ Újból megjelenik az Esti Hírlap
- Index.hu ‑ Késik az Esti Hírlap újraindulása